# Membres de la Société royale du Canada, par ordre alphabétique T
| Nom                       | Année | Occupation |
| ------------------------- | ----- | ---------- |
| Yasushi Takahashi         | 1988  |            |
| Henry Taube               | 1997  |            |
| Charles Taylor            | 1975  |            |
| Frank Taylor              | 1996  |            |
| Richard Taylor            | 1985  |            |
| Ian Templeton             | 1972  |            |
| Marc Tessier-Lavigne      | 1999  |            |
| Michel Tétu               | 2003  |            |
| Paul Thagard              | 1999  |            |
| Joseph Thériault          | 2004  |            |
| Yves Thériault            | 1959  |            |
| Gilles Thérien            | 1992  |            |
| Michael Thewalt           | 1995  |            |
| Clara Thomas              | 1983  |            |
| David Thomas              | 1998  |            |
| John Thompson             | 1987  |            |
| Michael Thompson          | 1998  |            |
| Richard Thomson           | 1995  |            |
| R Thorsteinsson           | 1960  |            |
| Robert Tibshirani         | 2001  |            |
| Thomas Tiedje             | 2001  |            |
| Étienne Tiffou            | 1996  |            |
| James Till                | 1969  |            |
| Thomas Timusk             | 1995  |            |
| Maria Tippett             | 1992  |            |
| Stephen Tobe              | 1987  |            |
| Nicole Tomczak-Jaegermann | 1996  |            |
| George Tomlinson          | 1975  |            |
| Jean-Marie Toulouse       | 1997  |            |
| E Tozer                   | 1966  |            |
| Vincent Tran Tam Tinh     | 1985  |            |
| Michael Trebilcock        | 1987  |            |
| Scott Tremaine            | 1994  |            |
| André-Marie Tremblay      | 2004  |            |
| Marc-Adélard Tremblay     | 1971  |            |
| Richard Tremblay          | 1996  |            |
| Bruce Trigger             | 1976  |            |
| James Trotter             | 1976  |            |
| Pierre Trottier           | 1978  |            |
| Gilles Trudeau            | 2000  |            |
| Trevor Trust              | 1994  |            |
| Lap-Chee Tsui             | 1990  |            |
| James Tuck                | 1984  |            |
| James Tully               | 2000  |            |
| Endel Tulving             | 1979  |            |
| Rosalie Tung              | 1997  |            |
| Verena Tunnicliffe        | 1992  |            |
| Carolyn Tuohy             | 2003  |            |
| Nancy Turner              | 1999  |            |
| David Turpin              | 1998  |            |
| Michael Tyers             | 2002  |            |
| David Tyrrell             | 2004  |            |